# Fortaleza de São Miguel de Luanda

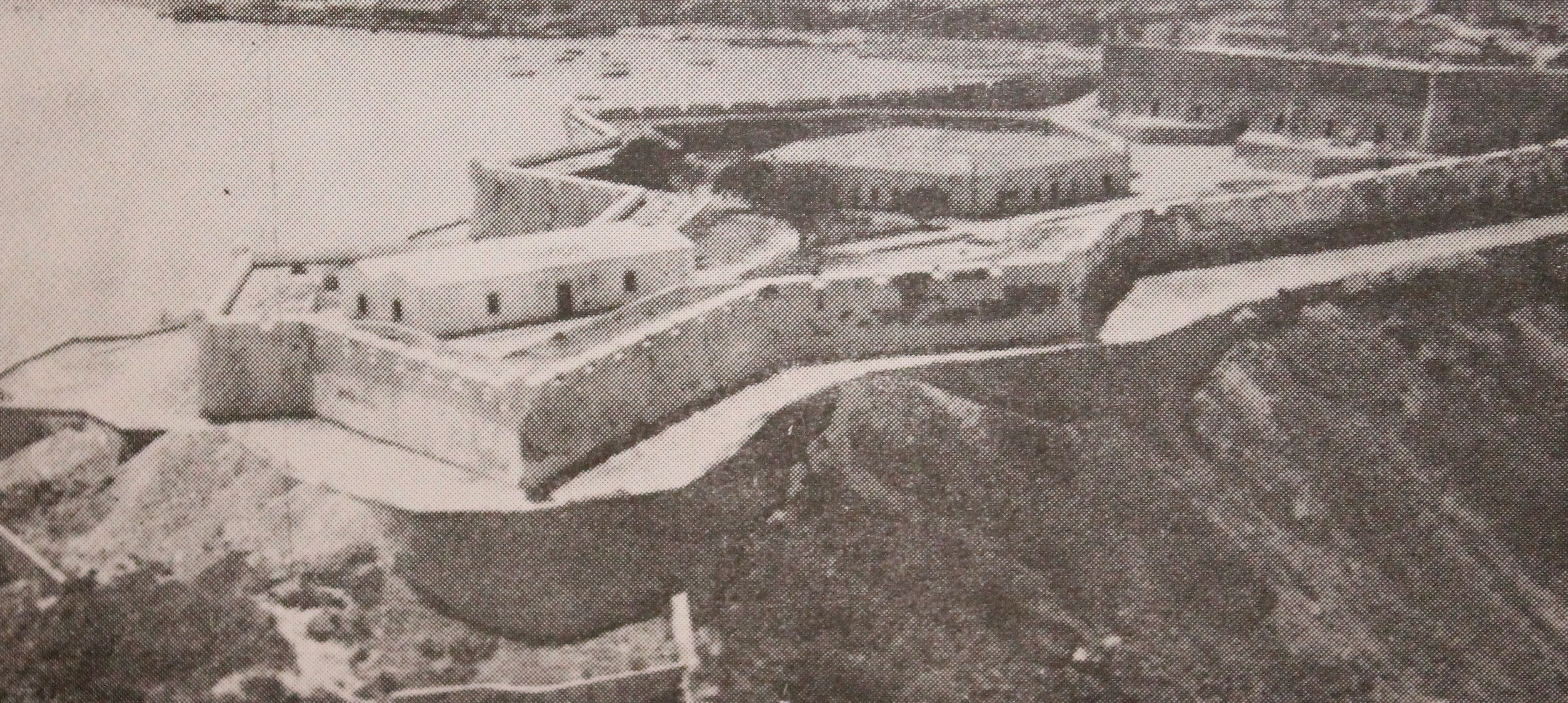
Aspeto Aéreo da Fortaleza de S. Miguel, na década de 1950.

A Fortaleza de São Miguel de Luanda é uma fortificação histórica situada em Luanda, Angola. Localiza-se no antigo monte de São Paulo (atual Morro da Fortaleza), nas proximidades da ponte da Ilha de Luanda. Foi inicialmente denominada Fortaleza de São Paulo, depois Fort Aardenburgh (durante a ocupação neerlandesa), recebendo a atual denominação em 1650.
Erguida no século XVI, durante o governo de Paulo Dias de Novais, foi a primeira fortificação a ser construída em Luanda. Primeiramente construída em barro, esse material será depois substituído, em 1638, por taipa e adobe, com obras acabadas em 1689 sob a direção de D. João de Lencastre. Nessa época apresentava a forma de uma estrela com quatro pontas, com o sistema abaluartado, segundo os métodos italianos mais atualizados da época, sobretudo os do mestre Benedetto da Ravenna..
Depois da ocupação neerlandesa, começou a ser construída em alvenaria em 1705 a mando do governador D. Lourenço de Almada, fazendo parte das obras obrigatórias dos sucessivos governadores. Finalmente, no governo de D. Francisco de Sousa Coutinho (1764–1772), as obras terminam, com a construção de uma bateria do cavaleiro, armazéns à prova de bomba e uma cisterna que ficou conhecida como "Cova da Onça", seguindo o estilo barroco militar, na base da ambiguidade, pluralidade e descentramento.
Os muros foram-se consolidando em pedra e cal em diferentes épocas, concluindo-se já no século XX, ficando assim um  marco da engenharia militar de Angola. Do ponto de vista urbano, a fortaleza foi sempre um marco ordenador do espaço da cidade. Nos primeiros tempos, foi o limite do aglomerado que se desenvolvia para sudoeste, em direção à Praia do Bispo. Mais tarde, cerca de 1648, quando a Barra da Corimba ficou assoreada, a cidade passou a desenvolver-se para o lado norte, do outro lado do morro, mantendo desta forma o seu papel ordenador.
Em 1938, a fortaleza deixou de ter funções militares, passando a ser ocupada pelo Museu de Angola (atual Museu Nacional de História Natural). Depois da deslocação do Museu de Angola para um edifício construído de raiz, em 1961, a fortaleza volta a ter funções militares, passando a servir de quartel-general do Comando-Chefe das Forças Armadas de Angola. 
A 10 de setembro de 1975, foi na Fortaleza de São Miguel que se realizou o arriar da última bandeira de Portugal em Angola.
Atualmente, encontra-se instalado na fortaleza o Museu Nacional de História Militar.

## História
Erguida por determinação do primeiro Governador, Paulo Dias de Novais, em 1575, é a primeira estrutura defensiva construída em Luanda e em Angola.
No contexto da Dinastia Filipina, a cidade de São Paulo de Luanda foi alçada à categoria de capital da Capitania-Geral de Angola em 1627. Para a sua defesa, foi erguida uma nova fortificação, concluída em 1634. Além de centro administrativo, tornou-se uma importante saída para o tráfico de escravos para o Brasil. O forte foi, por muitos anos, quase que uma cidade independente protegida por grossas paredes incrustadas de canhões. Dentro do forte, ladrilhos elaborados contam a história de Angola desde os primeiros anos, e no pátio estão grandes e imponentes estátuas de D. Afonso Henriques, o primeiro rei de Portugal, de Diogo Cão, o primeiro europeu a chegar a Angola, do renomado explorador Vasco da Gama e de outros notáveis.
O forte e a cidade caíram em mãos da Companhia Neerlandesa das Índias Ocidentais em 24 de agosto de 1641. A 15 de agosto de 1648, foram recuperadas para a Coroa Portuguesa por uma expedição armada, organizada na Capitania do Rio de Janeiro, Brasil e comandada por Salvador Correia. Durante o período de ocupação neerlandesa foi denominado como "Fort Aardenburgh". Em 1650, o governador Salvador Correia apresentou ao Conselho Ultramarino os novos planos de fortificação de Luanda, a cargo do engenheiro francês Pedro Pelique, que trouxera do Rio de Janeiro. O forte, que até à invasão holandesa se chamara de "São Paulo", teve o seu nome trocado para São Miguel, santo da particular devoção de Salvador Correia de Sá.
Sob os governos de D. Francisco de Távora (1669–1676) e de D. Lourenço de Almada (1676-1697), o forte foi reconstruído em alvenaria, ficando concluídos um baluarte e duas cortinas. Sob o governo de César Meneses (1697–1701), foi erguida, no interior da fortificação, a casa da pólvora.
Em 1846, o major engenheiro Francisco Xavier Lopes foi encarregado pelo governador Pedro Alexandrino a inspecionar a fortaleza. Foram identificados vários defeitos que podiam comprometer a defesa em caso de atque. Os baluartes eram pouco espaçosos, limitando as manobras das tropas. A casa do governador tinha sido construída de uma forma que impedia a comunicação entre os dois baluartes. A fortaleza tinha 131 canhoneiras.
A portaria de 15 de setembro de 1876 estabeleceu o Depósito de Degredados de Angola, nas dependências da fortaleza. Entretanto, a instituição só começou a funcionar em 1881, sendo realizadas algumas obras de adaptação para esse fim, como a construção de um edifício de dois pavimentos.
No século XX, após a extinção do Depósito de Degredados, por portaria de 8 de setembro de 1938, do ministro das Colónias Francisco José Vieira Machado, a fortaleza foi classificada como Monumento Nacional por decreto provincial de 2 de dezembro do mesmo ano. Nela veio a instalar-se, no ano seguinte, o Museu de Angola, criado pela portaria n.º 6, tendo sido feitas as necessárias obras de adaptação, como a colocação de painéis de azulejos numa casamata com cenas da história de Angola e de exemplares da fauna e flora nativos. A partir de 1956, o Museu de Angola começou a ser deslocado para um novo edifício, construído de raiz para o sedear.
Em 1961, o acervo do museu foi retirado por completo e a fortaleza voltou a assumir funções militares, sendo nela instalado o quartel-general do Comando-Chefe das Forças Armadas de Angola. Entre 1961 e 1975, foi a partir daqui que foram comandadas as operações militares portuguesas no contexto da Guerra de Independência de Angola. 
Foi na Fortaleza de São Miguel de Luanda que se manteve arvorada a última bandeira de Portugal como símbolo de soberania portuguesa em Angola. Às 15h30 do dia 10 de setembro de 1975 (véspera do dia estabelecido para se efetuar a independência de Angola), com a presença do alto-comissário Leonel Cardoso e perante uma guarda de honra constituída por elementos dos três ramos das Forças Armadas Portuguesas, procedeu-se, na fortaleza, à cerimónia do último arriar da bandeira de Portugal. O alto-comissário e o último contingente militar português abandonaram então a fortaleza e dirigiram-se, em coluna armada, até ao porto de Luanda, embarcando nos navios da força naval portuguesa que ali se encontrava, fazendo-se ao mar às 24h00 daquele dia. 
Após a independência de Angola, as dependências da fortaleza passaram a albergar o Museu das Forças Armadas, a partir de 1978.
Em 1995 sofreu intervenções de conservação no exterior do edifício.
Entre 2009 e 2013, realizaram-se obras de reabilitação da fortaleza. Construiu-se um espaço subterrâneo, com 1200 m², onde estão instalados um auditório, uma galeria e o panteão dos heróis. Na casamata central foram restaurados os painéis de azulejos. Os antigos armazéns acolheram um laboratório, uma sala de audiovisual e uma cafetaria, bem como a área administrativa do museu. Na casa da pólvora foram instaladas salas de estudo e uma biblioteca. No exterior, construiu-se um parque de exposições onde se encontra a bandeira monumento.
De propriedade do Estado, está afeta ao Ministério da Defesa e ao Ministério da Cultura.

## Cronologia
| Acontecimento | Data                                       |
| --- | ------------------------------------------ |
| Provisão real galardoando quem construísse «hum castello»                                                                                  | 12 de Abril 1574                           |
| Partida de Paulo Dias de Novais de Lisboa                                                                                                  | 23 de Out.1574                             |
| Chegada de Paulo Dias de Novais à Ilha de Luanda                                                                                           | 11 de Fev.1575                             |
| Passagem de Paulo Dias de Novais para Morro de S. Paulo                                                                                    | 30/Jun/1576? 25/Jan/1576(?) 15/Dez/1576(?) |
| Morte de Paulo Dias de Novais | 09 Mai/1589(?) Out/1588(?)                 |
| Aparecimento na Costa de Angola de 4 corsários                                                                                             | 1599/1600                                  |
| Memorial afirmado que Luanda não tem fortaleza ou fortificação                                                                             | 09/Jul/1616                                |
| Aparecimento de corsários holandeses,que foram batidos pelos navios portugueses                                                            | 1623                                       |
| Entrada do porto de Luanda de corsários holandeses                                                                                         | Out/1624                                   |
| Abandono da Ilha de Luanda pelos holandeses                                                                                                | 07/Dez/1624                                |
| Nomeação real de uma comissão para estudo da fortificação de Luanda                                                                        | 22/Ago/1625                                |
| Envio para Lisboa do Relatório sobre a fortificação de Luanda                                                                              | 28/Dez/1626                                |
| Relatório do sindicante António Bezerra Fajardo solicitando para que no morro de Sam-Paulo se faça um forte                                | 29/Fev/1629                                |
| Manuscrito de Fernão de Sousa (1624 a 1629) mencionando «fiz outro bo Môrro de Sam-Paulo»                                                  | 1624 a 1629                                |
| Início da construção da fortaleza no morro de S. Paulo                                                                                     | 1636 (?) ou 1638 (?)                       |
| Envio de um técnico militar para estudar a fortificação de Luanda                                                                          | (1639)                                     |
| Aparecimento da equerda holandesa, desembarque e ocupação de Luana                                                                         | Agosto/1641                                |
| Desembarque de Salvador Correia de Sá | 15 de Agosto de 1648                       |
| Entrada das forças portuguesas no forte de S. Paulo                                                                                        | 24 (?) de Agosto de 1648                   |
| Entrada triunfal da imagem de S. Miguel no forte de S. Paulo que desde então se passou a designar por São Miguel                           | 24(?) de Agosto de 1648                    |
| Início das construções de alvenaria na fortaleza de S. Miguel                                                                              | 1672 (?)                                   |
| Conclusão, em alvenaria, de um baluarte e de duas cortinas                                                                                 | 1675 (?)                                   |
| Conclusão de um segundo baluarte, em taipa e de outras obras                                                                               | 1685 (?)                                   |
| Construção da «Casa da Pólvora» | 1700                                       |
| Ofício para o Rei informando que a fortaleza estava arruinada a inútil                                                                     | 10 de Janeiro de 1726                      |
| Ofício para o Rei informando que as Fortalezas de Luanda já estavam reparadas                                                              | 27 de Fevereiro de 1728                    |
| Construção, a cantaria de um segundo baluarte                                                                                              | 1737                                       |
| Construção de «hum lanço de cortina» e das obras exteriores»                                                                               | 1738 a 1748                                |
| Construção de «huma praça baixa» | 1753 a 1758                                |
| Elaboração, pelo Sargento-mor Magalhães e Bragança de «um códice» com a planta de todas as fortalezas de Luanda                            | 1755                                       |
| Construção da cisterna | 1766 a 1772                                |
| Construção do «Cavaleiro» | 1768                                       |
| Adaptação da «bataria-baixa» a fundição de canhões                                                                                         | 1770 (?)                                   |
| Primeira fundição de canhões em Luanda | 1771                                       |
| Transferência dos armazéns da «Casa da Pólvora» e adaptação do edifício a prisão                                                           | 1760 a 1770                                |
| Envio ao Rei de uma planta da Fortaleza | 25 de Novembro de 1768                     |
| Terraplanagem da esplanada | 1795 (?)                                   |
| Envio para Lisboa de uma planta das Fortaleza                                                                                              | Dezembro de 1799                           |
| Motim militar em que os soldados do Regimento de Linha foram à fortaleza libertar o seu comandante                                         | 1822                                       |
| Ofício para o Rei informando que a cisterna da fortaleza secara, «facto este que não há memória»                                           | 2 de Fevereiro de 1817                     |
| Rebelião do Batalhão Expedicionário aquartelado na fortaleza                                                                               | 1823                                       |
| Entrada na fortaleza de «soldadesca desenfreada» que assassinou o respectivo comandante                                                    | 30 de Agosto de 1836                       |
| Movimento constitucional da «Atochada» | 1834                                       |
| Queda de um raio sobre o cavalheiro, danificando a abóbada                                                                                 | Março de 1843                              |
| Melhoramento da estrada de acesso e reparação do revelim                                                                                   | 1861                                       |
| Criação do Depósito de Degredados de Angola, Portaria de                                                                                   | 15 de Setembro de 1876                     |
| Grandes obras de adaptação da fortaleza ao Depósito de Degredados, com destruição de muitas das seculares caractéristicas                  | 1882                                       |
| Extinção do Depósito de Degredados | 8 de Setembro de 1938                      |
| Adaptação da Fortalezas ao Museu de Angola, Portaria de                                                                                    | 8 de Setembro de 1938                      |
| Descerramento de um lápide alusiva à vista Presidencial                                                                                    | 30 de Julho de 1939                        |
| Festas comemorativas de Restauração de Angola e descerramento de uma lápide                                                                | 25 de Agosto de 1948                       |
| Surto de terrorismo em Angola | 15 de Março de 1961                        |
| Ocupação da fortaleza pelo Batalhão de Páraquedistas                                                                                       | 1961                                       |
| Homenagem dos Município às Forças Armadas, com o descerramento de uma lápide                                                               | 2 de Maio de 1964                          |
| Última cerimónia do arrear da Bandeira Portuguesa em Angola                                                                                | 10 de Novembro de 1975                     |
| Inauguração do Museu Central das Forças Armadas                                                                                            | 31 de Julho de 1978                        |
| Incluído na Lista Indicativa a Património Mundial da UNESCO                                                                                | 1996                                       |
| A fortaleza volta a ter uma utilização militar (parcial) sendo integrado no sistema de defesa área de pontos sensíveis da capital angolana | 2001/2005 (?)                              |
| Inauguração do Museu Nacional de História Militar                                                                                          | 4 de Abril de 2013                         |